# Sokoto (rivière)
Pour les articles homonymes, voir Sokoto.
La Sokoto est un affluent de la rive droite du Niger, qui parcourt le nord-ouest du Nigeria. Elle prend sa source près de Funtua puis traverse Gusau avant d'atteindre la ville de Sokoto. En aval de celle-ci, elle reçoit sur sa rive droite les eaux de la Rima puis coule vers le sud via Birnin Kebbi et se jette dans le Niger.